# Triebsgraben
Der Triebsgraben ist ein linker, periodischer Zufluss des Rückersbachs im Landkreis Aschaffenburg im bayerischen Spessart.

## Verlauf
Der Triebsgraben entspringt im Wald nordöstlich von Kleinostheim unterhalb des Ochsenkopfes. Er verläuft in westliche Richtung und unterquert am Waldrand einen Weg. Dort wird sein Bachbett künstlich nach Norden, in den Seitengraben des Weges, umgeleitet. Deshalb versickert er dort die meisten Tage im Jahr. Am Schluchthof mündet er in den Rückersbach.
Der Triebsgraben war zeitweise ein Zufluss des Mains, der einst im heute vom Haggraben durchzogenen Urmaintal floss.

## Einzelnachweise

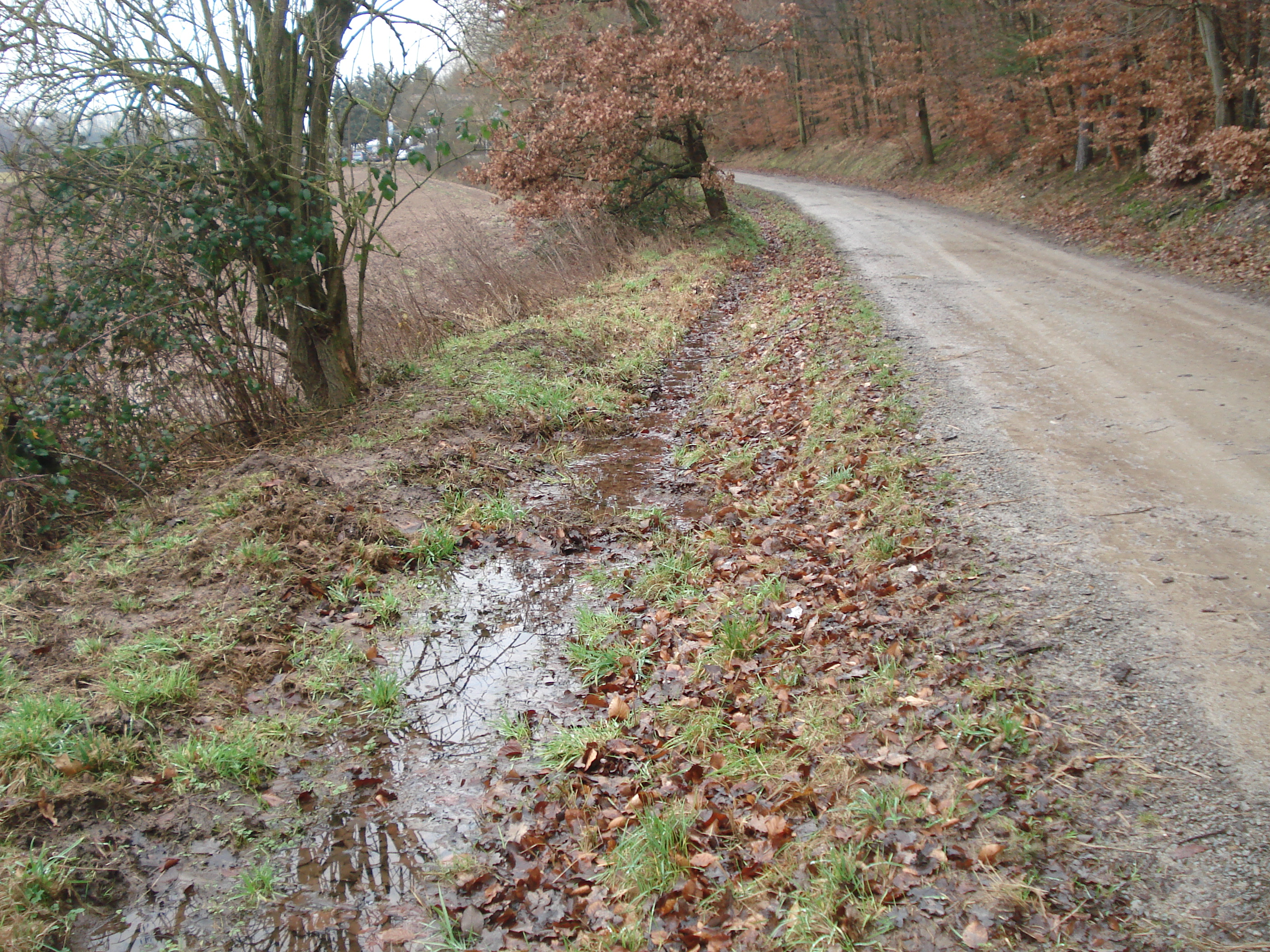
Versickerung